# Festival de la granada

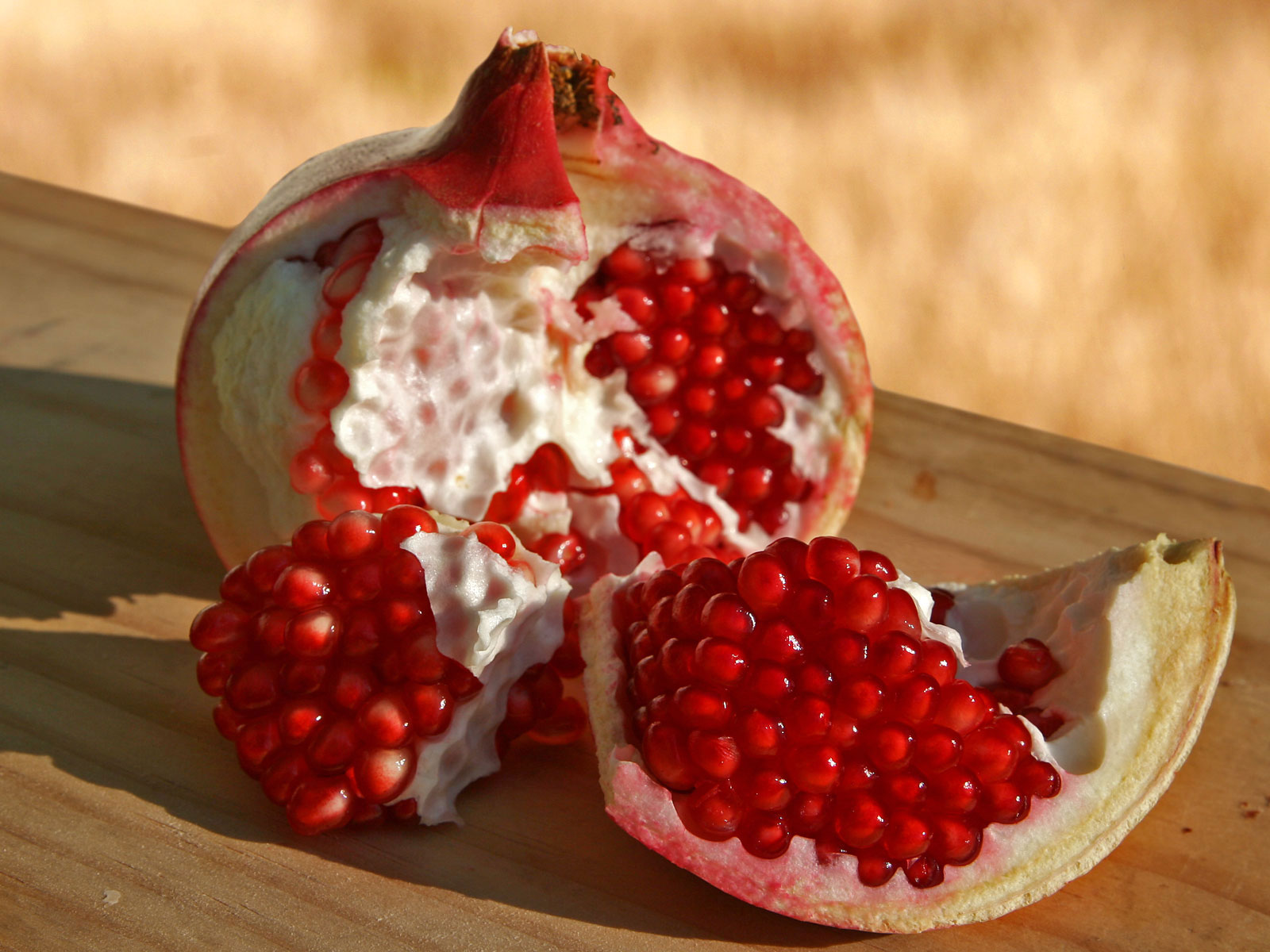
Granada

Festival de la granada es un festival cultural que se celebra anualmente en Göyçay, Azerbaiyán. El festival presenta la gastronomía de Azerbaiyán principalmente las granadas de Göyçay. En el festival se organiza un desfile con los bailes nacionales de Azerbaiyán y la música de Azerbaiyán.
También existen varias competiciones como la granada más grande o la competición de comer granada.
Unas 5000-7000 personas visitan anualmente el festival y disfrutan de las vistas. Festival de la granada normalmente se celebra en octubre.
En 2020 la "Fiesta de la granada, festival tradicional y culturade la granada " está incluida en la Lista Representativa de la UNESCO del Patrimonio Cultural Inmaterial de la Humanidad.

## Galería

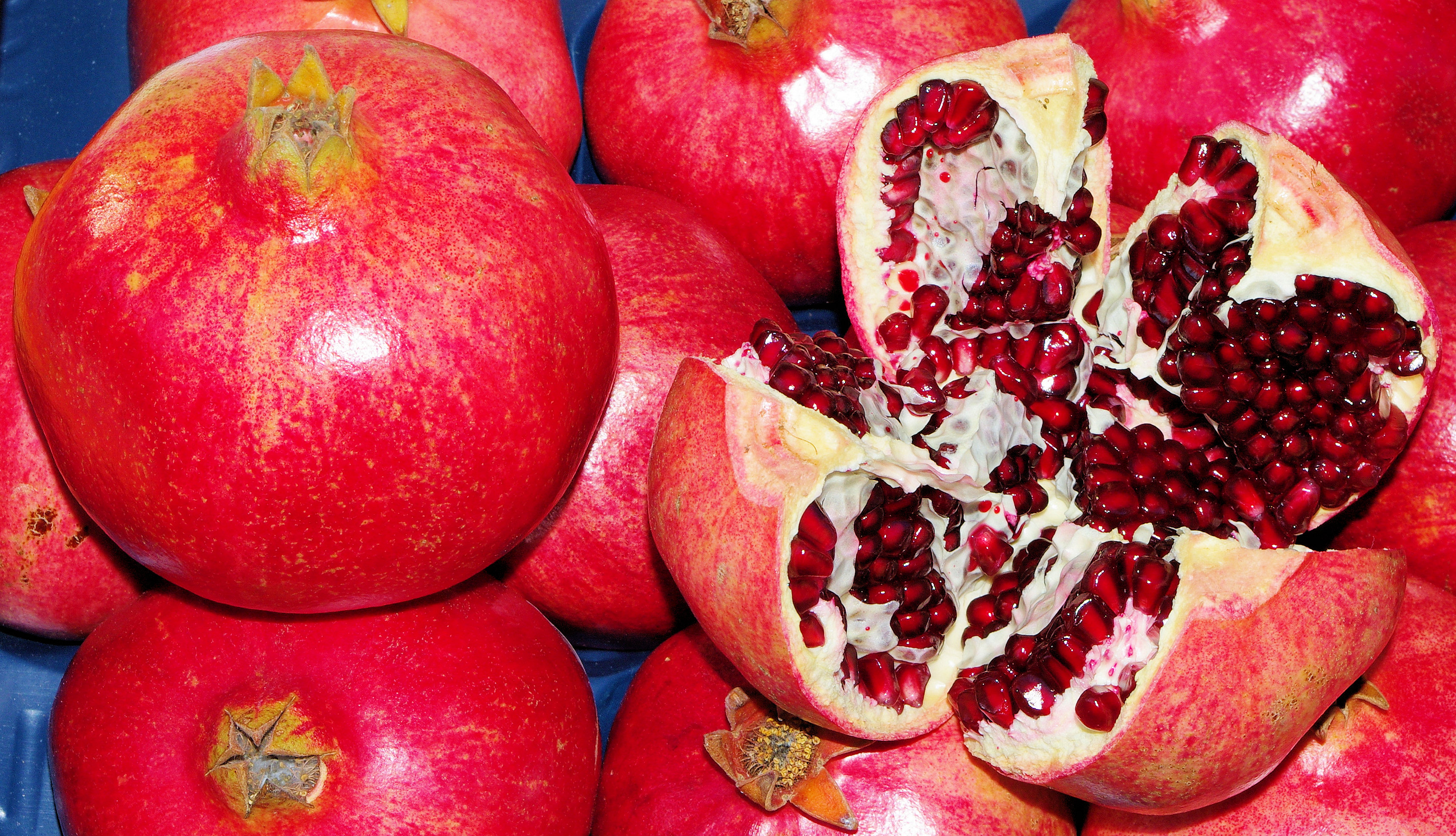
Granada
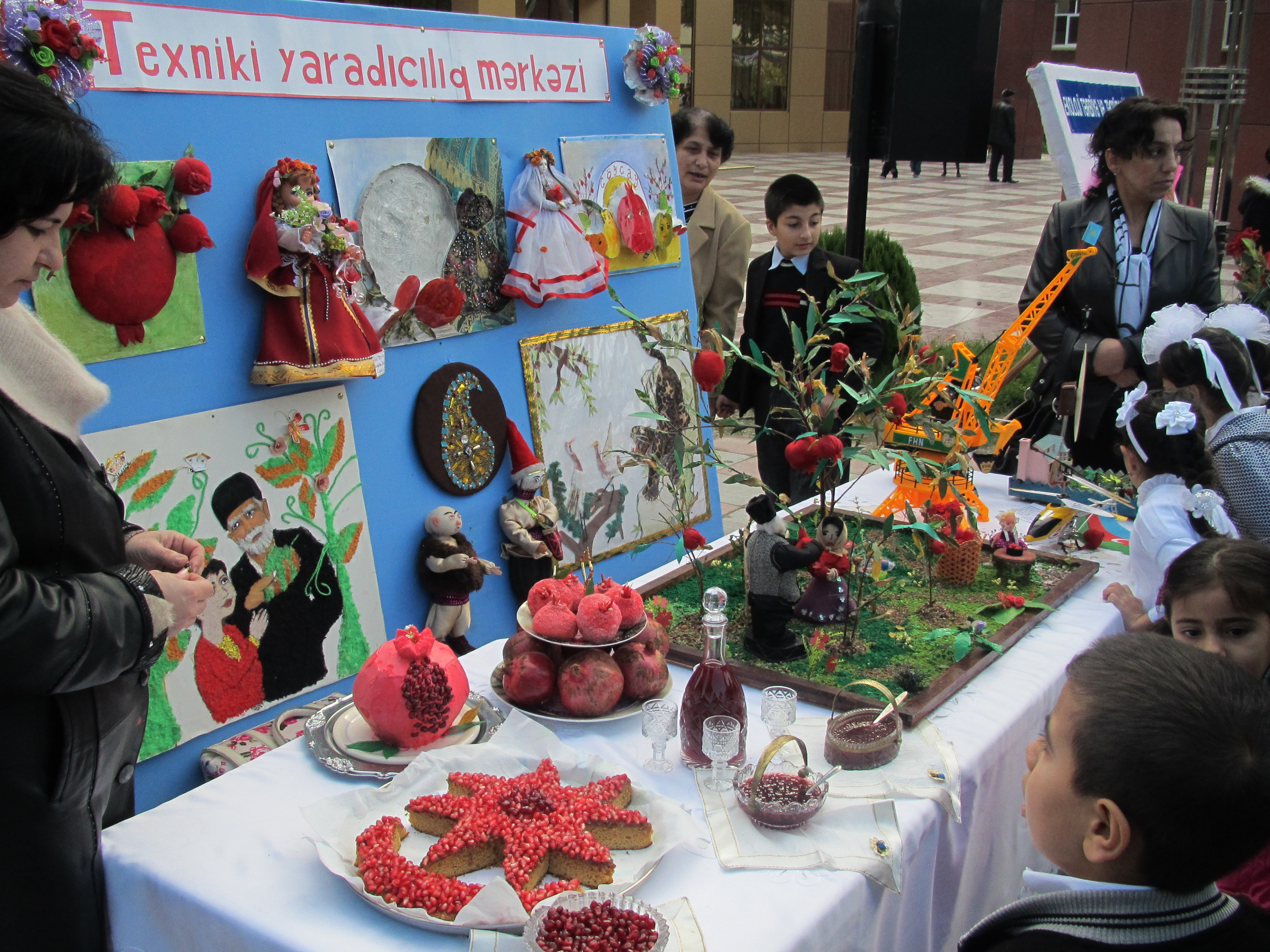
Göyçay en el año 2011. Festival de la granada.
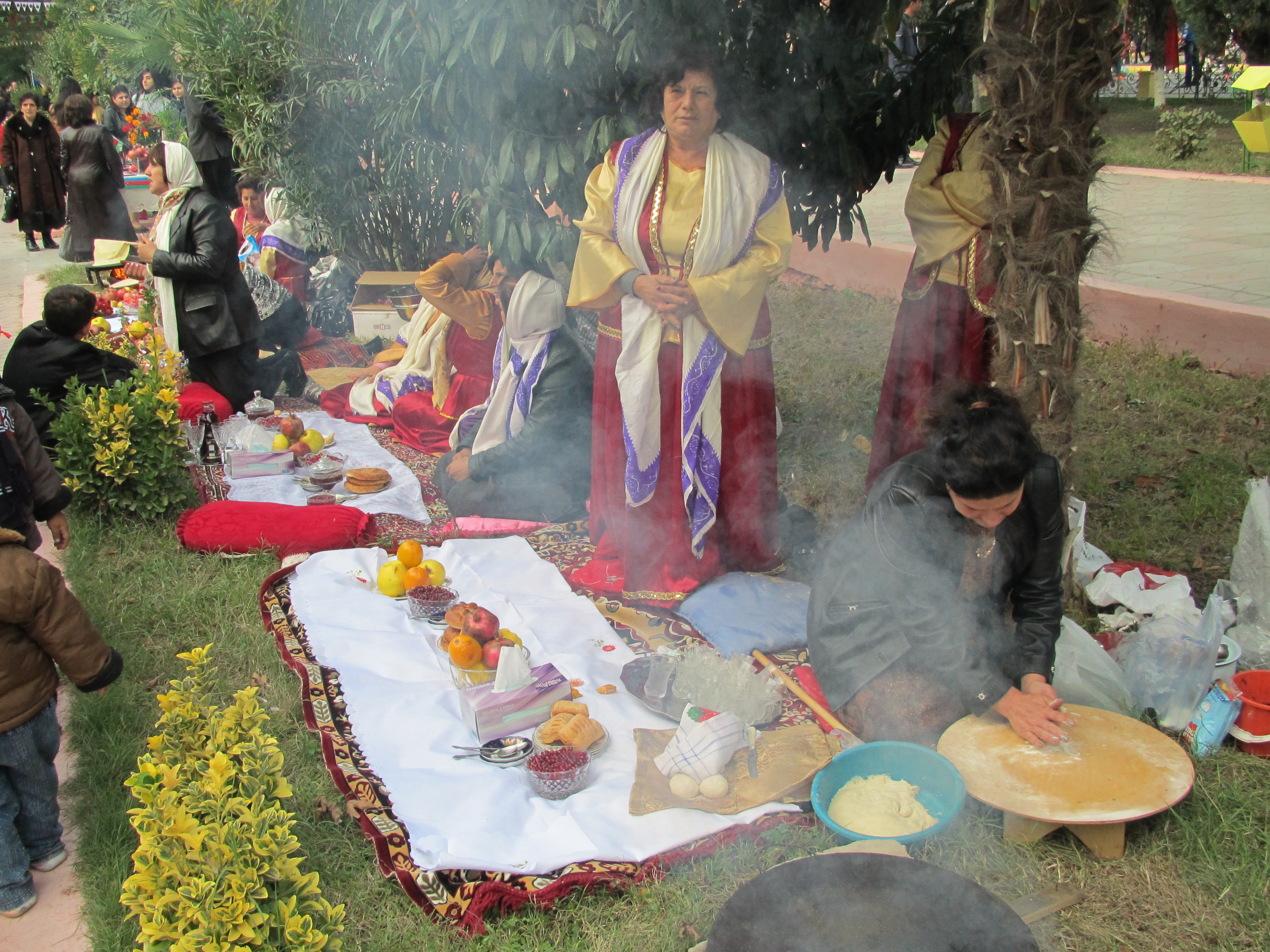
Göyçay en el año 2011. Las mujeres en sus trajes nacionales están haciendo lavash.
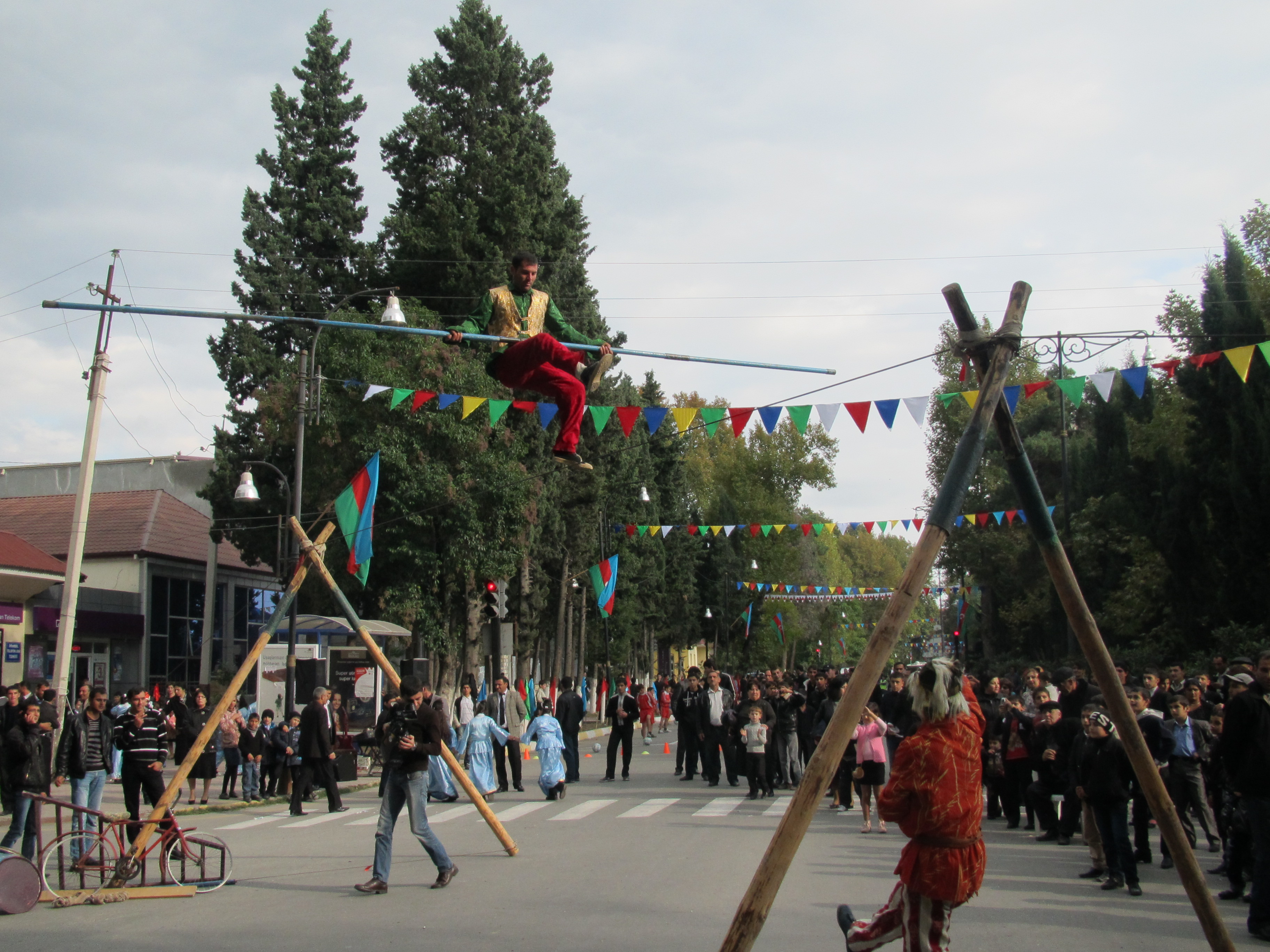
Göyçay en el año 2011. El rendimiento del acróbata en el festival de la granada.
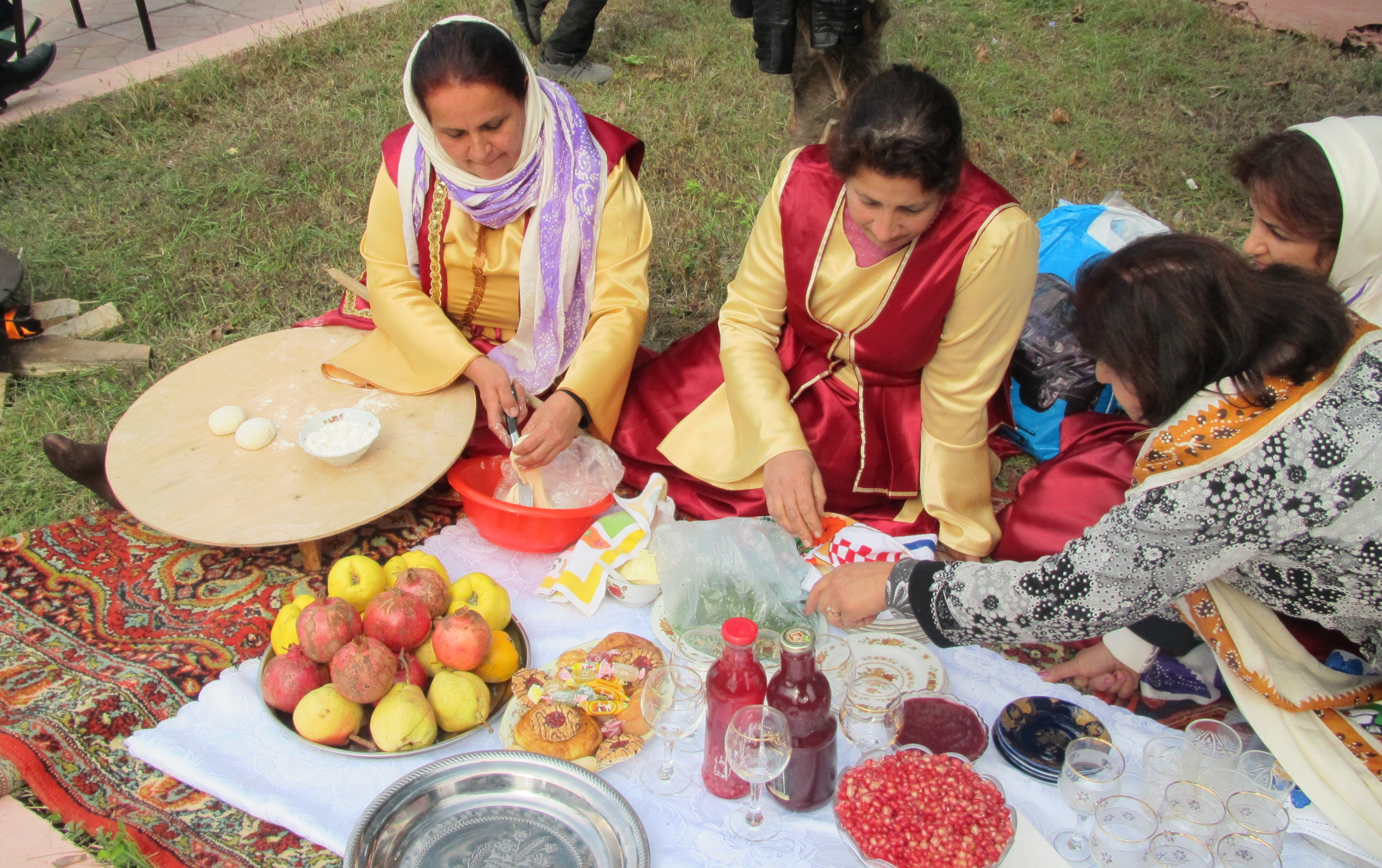
Göyçay en el año 2011. Las mujeres están haciendo lavash.